# Ото Штерн
Ото Штерн (17. фебруар 1888. — 17. август 1969) био је немачко-амерички физичар који је добио Нобелову награду за физику 1943. године "за допринос развоју методе молекулских снопова и откриће магнетног момента протона". Био је друга најноминованија особа за Нобелову награду са 82 номинације између 1925. и 1945. године (најноминованија особа је Арнолд Зомерфелд са 84 номинације).